# エドワード・ルイス
エドワード・B・ルイス（Edward B. Lewis、1918年5月20日 - 2004年7月21日）はアメリカ合衆国の遺伝学者。1995年、初期胚発生の遺伝的制御に関する発見によりノーベル生理学・医学賞を受賞した。

## 生涯
ペンシルベニア州ウィルクスバリに生まれ、E.L.マイヤーズ高校を卒業、1938年にはミネソタ大学からB.A.を、1942年にはカリフォルニア工科大学からPh.D.を得た。第二次世界大戦中はアメリカ空軍にて気象学者を務め、1946年にカリフォルニア工科大学にて講師を務めた。1956年には生物学の教授に、1966年にはトーマス・ハント・モーガン生物学教授職に就任した。
現在世界中で用いられている生物進化の制御手法は、ノーベル賞を受賞する理由ともなった彼のキイロショウジョウバエ研究が下地となっており、この意味で彼は進化遺伝学の開拓者の一人であると言える。また、彼は相補性検定解析の発展にも少なからず寄与している。
彼の遺伝学、発生生物学、放射線及び癌に関する重要な書籍Genes, Development and Cancerが2004年に出版された。 

## 受賞歴
- 1983年 トーマス・ハント・モーガン・メダル
- 1987年 ガードナー国際賞
- 1989年 ウルフ賞医学部門、ローゼンスティール賞（ブランダイス大学）
- 1990年 アメリカ国家科学賞
- 1991年 アルバート・ラスカー基礎医学研究賞
- 1992年 ルイザ・グロス・ホロウィッツ賞（コロンビア大学）
- 1995年 ノーベル生理学・医学賞